# ستيوارت كلارك
ستيوارت كلارك (28 سبتمبر 1975 في أستراليا - ) (بالإنجليزية: Stuart Clark)‏ هو لاعب كريكت أسترالي. شارك مع منتخب أستراليا الوطني للكريكت. أما مع النوادي، فقد لعب مع نادي مقاطعة ميدلسكس للكريكت ‏ ونادي مقاطعة هامبشاير للكريكت ‏ وفريق جنوب ويلز الجديد للكريكت ‏.

## وصلات خارجية
- ستيوارت كلارك على موقع إي آس بي آن كريك إنفو (الإنجليزية)